# Thomaston (Nueva York)
Thomaston es una villa ubicada en el condado de Nassau en el estado estadounidense de Nueva York. En el año 2000 tenía una población de 2.607 habitantes y una densidad poblacional de 2.412,3 personas por km². Thomaston se encuentra dentro del pueblo de North Hempstead.

## Geografía
Thomaston se encuentra ubicada en las coordenadas 40°47′17″N 73°42′51″O / 40.78806, -73.71417. Según la Oficina del Censo, la ciudad tiene un área total de 1,1 km² (0,4 mi²), de la cual 1,1 km² (0,4 mi²) es tierra y 0 km² (0 mi²) (0%) es agua.

## Demografía
Según la Oficina del Censo en 2000 los ingresos medios por hogar en la localidad eran de $92,706, y los ingresos medios por familia eran $110,502. Los hombres tenían unos ingresos medios de $72,656 frente a los $49,474 para las mujeres. La renta per cápita para la localidad era de $44,760. Alrededor del 4.4% de la población estaban por debajo del umbral de pobreza.